# Castell de Wintrange
El Castell de Wintrange (en luxemburguès: Schlass Wëntreng; en francès: Château de Wintrange) situat en el centre de Wintrange a la vora de Schengen al sud-est de Luxemburg, és un castell de propietat privada d'estil realitzat en arquitectura renaixentista i construït el 1610. El castell és una fita històrica a la vall del Mosel·la i està envoltat d'un parc privat d'1,5 hectàrees. Al costat de la finca es troba el parc nacional de llacs i llacunes que s'estenen fins al riu.

## Història
Conegut com un dels més bells castells privats de Luxemburg a la regió d'Hémecht, té una llarga història de nobles i senyors. Construït el 1610 per Alexandre de Musset, Sire de Foetz, ha canviat de propietat de família divuit vegades. El nom Wintrange s'ha documentat per primera vegada en escrits de l'any 987, encara que la zona estava habitada des de fa diversos mil·lennis. Els romans van ser els primers de conrear vinyes a la terra fèrtil de la vall del riu. S'han excavat restes de vil·les romanes a la zona.
Situat en la pintoresca vall del riu Mosel·la, el castell és monument històric del llogaret de Wintrange. Va ser construït junt amb un parc emmurallat i vinyes pròpies. La propietat dels voltants era molt més gran el 1600 que a l'actualitat. L'estructura principal de l'edifici, amb les seves quatre torres no ha canviat en els últims quatre segles. A la Guerra dels Trenta Anys (1618-1648) es van agregar algunes fortificacions, així com una tronera per protegir l'entrada principal. Al segle xviii, va ser construït el graner junt amb la cinquena torre. S'utilitzava principalment com a estable de cavalls.
A la dècada de 1930, l'industrial Nick Schlesser que realitzava extracció de mineral de ferro, es va enamorar d'aquesta petita joia del castell a la vall. Havia estat una anterior propietat de Gisbert de Witt qui conreava al parc un hort, el Castell de Wintrange va ser venut el 1938 a Nicolas Schlesser.
Avui, continua sent propietat privada i curosament restaurat pel net de Nick Philippe. El castell i el parc es pot llogar per a esdeveniments, bodes, cinema i sessions de fotografies.